# Kozyn (obwód kijowski)
Kozyn (ukr. Козин; pol. Kozin) – wieś na Ukrainie, w obwodzie kijowskim, w rejonie obuchowskim.